# Theganopteryx bidentata
Theganopteryx bidentata är en kackerlacksart som beskrevs av Henri Saussure och Leo Zehntner 1895. Theganopteryx bidentata ingår i släktet Theganopteryx och familjen småkackerlackor.
Artens utbredningsområde är Madagaskar. Inga underarter finns listade i Catalogue of Life.